# DAWN WORLD
『DAWN WORLD』 （ドーン・ワールド）は、TRICERATOPS5作目のアルバム。2002年10月9日、 ビクターエンタテインメントより発売。 

## 内容
ビクター移籍後初アルバム。前作より1年8ヶ月ぶりの新作。本作はメンバー全員が積極的に作曲に参加。吉田は初のメイン・ボーカル。初回限定：デジパック仕様。先着購入特典は、スペシャルDVDが同梱。

## 収録曲
| 全作詞・作曲: 和田唱（※特記以外）、全編曲: TRICERATOPS。 |                                        |                     |                     |      |
| #                                                        | タイトル                               | 作詞                | 作曲・編曲          | 時間 |
| 1.                                                       | 「Fly Away」                           | 和田唱（※特記以外） | 和田唱（※特記以外） | 5:19 |
| 2.                                                       | 「2020」                               | 和田唱（※特記以外） | 和田唱（※特記以外） | 4:41 |
| 3.                                                       | 「Couple Days」                        | 和田唱（※特記以外） | 和田唱（※特記以外） | 3:35 |
| 4.                                                       | 「New Lover」                          | 和田唱（※特記以外） | 和田唱（※特記以外） | 3:57 |
| 5.                                                       | 「Heaven」                             | 和田唱（※特記以外） | 和田唱（※特記以外） | 5:49 |
| 6.                                                       | 「Change Your Life」                   | 和田唱（※特記以外） | 和田唱（※特記以外） | 4:54 |
| 7.                                                       | 「Broken」(※作曲: 和田唱・吉田佳史)    | 和田唱（※特記以外） | 和田唱（※特記以外） | 5:39 |
| 8.                                                       | 「スカルの柄」                         | 和田唱（※特記以外） | 和田唱（※特記以外） | 3:41 |
| 9.                                                       | 「Be My Baby」                         | 和田唱（※特記以外） | 和田唱（※特記以外） | 3:20 |
| 10.                                                      | 「Waiting For You」                    | 和田唱（※特記以外） | 和田唱（※特記以外） | 2:20 |
| 11.                                                      | 「Driver」(※作詞・作曲: 林幸治)        | 和田唱（※特記以外） | 和田唱（※特記以外） | 3:49 |
| 12.                                                      | 「Old Lighter」(※作詞・作曲: 吉田佳史) | 和田唱（※特記以外） | 和田唱（※特記以外） | 4:52 |
| 13.                                                      | 「Finally」                            | 和田唱（※特記以外） | 和田唱（※特記以外） | 5:21 |
| 14.                                                      | 「Diamond Girl」                       | 和田唱（※特記以外） | 和田唱（※特記以外） | 4:14 |
| 合計時間:                                                | 合計時間:                              | 61:31               |                     |      |

### 楽曲解説
1. Fly Away
  - 16thシングル曲。
2. 2020
  - 15thシングル曲。
3. Couple Days
4. New Lover
  - 2020年発売トリビュート・アルバム『TRIBUTE TO TRICERATOPS』では、LOVE PSYCHEDELICOがこの曲をカバー。
5. Heaven
6. Change Your Life
7. Broken
  - 曲は和田と吉田の共作。
8. スカルの柄
9. Be My Baby
10. Waiting For You
11. Driver
  - 林による楽曲。ボーカルも林が担当。
12. Old Lighter
  - バンド初の吉田単独作詞・作曲。吉田はボーカルも担当。
  - 吉田がメインボーカルを務めた曲はこの曲が初であり、現時点で唯一。
13. Finally
14. Diamond Girl

## 演奏
- 和田唱：Lead & Backing Vocals, Acoustic & Electric Guitars, Wurlitzer, Hammond Organ, Harpsichord, Piano, Horn Arrangement
- 林幸治：Bass, Horn Arrangement & Vocals
- 吉田佳史：Drums, Keyboards, Programming, Horn Arrangement & Vocals
- 白石元久：Programming (#1.2)
- 湯浅篤：Programming (#14)
- 金子隆博：Tenor Sax, Horn Arrangement (#9)
- 織田浩司：Alto Sax (#9)
- 佐々木史郎、奥村晶：Trumpet (#9)
- 河合わかば：Trombone (#9)
- 堂本雅樹：Bass Trombone (#9)
- 丸山勉、古田儀左衛門：Horn (#10)

## カバー
New Lover
- LOVE PSYCHEDELICO - トリビュート・アルバム『TRIBUTE TO TRICERATOPS』収録（2020年）